# Aulacomnium palustre
Das zweihäusige (diözische) Laubmoos Aulacomnium palustre, auch Sumpf-Streifensternmoos genannt, ist ein kalkmeidendes Moos der Zwischen- und Niedermoore.

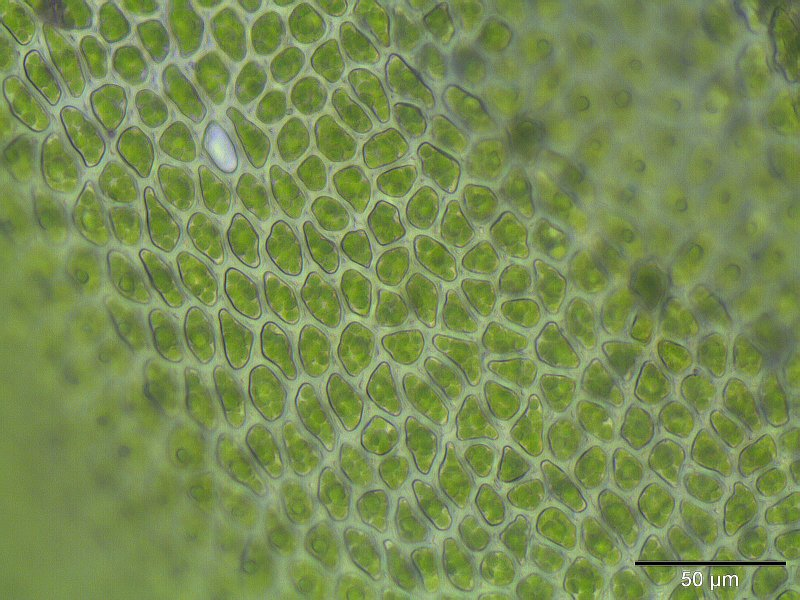
Aulacomnium palustre: Laminazellen bei 400-facher Vergrößerung

## Merkmale
Das rasenförmig wachsende Aulacomnium palustre bildet bis 10 cm große, gelblichgrün bis frischgrün gefärbte Pflanzen. Ein brauner Wurzelfilz (Rhizoidenfilz), welcher der kapillaren Wasserleitung als Schutz vor Austrocknung dient, reicht gewöhnlich bis in die oberen Bereiche des Pflänzchens. Die im feuchten Zustand aufrecht abstehenden, im trockenen Zustand dagegen verdreht anliegenden Blätter sind schmal zungenförmig und können bis zu 5 mm lang werden. Der Blattrand ist in der oberen Hälfte gesägt. Die oval-rundlichen Laminazellen werden etwa 14 bis 20 µm lang und 7 bis 13 µm breit. Etwa 2 bis 5 mamillöse Ausstülpungen der Zellen sollen durch Oberflächenvergrößerung die Nährstoffleitung begünstigen. An der Blattbasis ist die Lamina mehrschichtig und die Zellen sind deutlich verlängert. Sporogone werden äußerst selten gebildet. Ähnlich wie bei Aulacomnium androgynum kann auch A. palustre vegetative Brutkörper (Pseudopodien) ausbilden, jedoch geschieht dies deutlich weniger häufig.

## Verbreitung und Standort
Aulacomnium palustre wächst in schwach sauren und kalkfreien Mooren, Niedermooren, Sümpfen, Feuchtheiden sowie Feucht- und Nasswiesen. Es bevorzugt sonnige bis halbschattige, wenig bis mäßig nährstoffreiche Standorte. Es wächst oft neben Torfmoosen (Sphagnum), nicht selten auch an Baumbasen (von z. B. Moor-Birken) oder seltener an frischen bis feuchten, lehmigen Standorten außerhalb von Mooren. In den borealen und gemäßigten Breiten ist es fast weltweit verbreitet. Jedoch ist es durch die Trockenlegung von Feuchtgebieten und Überdüngung im Rückgang begriffen. In einigen Bundesländern wird es deshalb in den Vorwarnlisten der Roten Listen gefährdeter Moose geführt.